# Euphyia undulata
Euphyia undulata là một loài bướm đêm trong họ Geometridae.